# Pietro Paolo Camillo Moreschini
Pietro Paolo Camillo Moreschini (Fermo, 18 ottobre 1858 – Camerino, 24 ottobre 1918) è stato un arcivescovo cattolico italiano.

## Biografia
Nacque il 18 ottobre 1858 a Fermo.
Il 9 luglio 1876 entrò a far parte della Congregazione della Passione di Gesù Cristo e, il 1º gennaio 1882, fu ordinato presbitero.

### Ministero episcopale
Il 29 aprile 1909 papa Pio X lo nominò arcivescovo di Camerino e amministratore apostolico di Treia. Il 3 maggio dello stesso anno ricevette l'ordinazione episcopale dal cardinale Francesco Satolli, co-consacranti Prospero Scaccia, vescovo di Tivoli, e Henri Doulcet, vescovo di Nicopoli.
Nel 1913 papa Benedetto XV tolse all'arcivescovo di Camerino l'amministrazione perpetua di Treia e la affidò ai vescovi di San Severino Marche.
Morì il 24 ottobre 1918.

## Genealogia episcopale e successione apostolica
La genealogia episcopale è:
- Cardinale Scipione Rebiba
- Cardinale Giulio Antonio Santori
- Cardinale Girolamo Bernerio, O.P.
- Arcivescovo Galeazzo Sanvitale
- Cardinale Ludovico Ludovisi
- Cardinale Luigi Caetani
- Cardinale Ulderico Carpegna
- Cardinale Paluzzo Paluzzi Altieri degli Albertoni
- Papa Benedetto XIII
- Papa Benedetto XIV
- Cardinale Enrico Enriquez
- Arcivescovo Manuel Quintano Bonifaz
- Cardinale Buenaventura Córdoba Espinosa de la Cerda
- Cardinale Giuseppe Maria Doria Pamphilj
- Papa Pio VIII
- Papa Pio IX
- Cardinale Raffaele Monaco La Valletta
- Cardinale Francesco Satolli
- Arcivescovo Pietro Paolo Camillo Moreschini, C.P.

La successione apostolica è:
- Vescovo Nicola Cola (1910)